# Troglohyphantes paulusi
Troglohyphantes paulusi là một loài nhện trong họ Linyphiidae.
Loài này thuộc chi Troglohyphantes. Troglohyphantes paulusi được Konrad Thaler miêu tả năm 2002.